# ドファール解放戦線
ドファール解放戦線（アラビア語: جبهة تحرير ظفار、英語: Dhofar Liberation Front, DLF）は、オマーンの共産主義組織の一つである。1965年にオマーン南部のドファール地方の分離独立とドファールに共産主義国家を建設する目的でサラーラの若者達によって結成された。
元々この団体は他の州と比べ著しく発展の遅れていたドファール地方の発展とオマーンの支配からの脱却を求めて1962年から続いていた運動を組織化したものであり、当初は1913年から1954年にかけてシーブ条約（1920年締結）とエジプト・サウジアラビア・ソ連の後押しによってオマーン内陸部に存在したオマーン・イマーム国の残党など保守派も参加していた。
ドファール解放戦線は南イエメンの支援を受けオマーン軍やそれを支援するイギリス、イランに対してドファールの反乱を起こした。ドファール解放戦線は徐々に左傾化していき1968年に占領下アラブ湾岸解放人民戦線に発展改組する。1971年にはドファール革命政府を樹立。1975年まで反乱を継続した。またその後も組織自体はイギリスのロンドンに存在する。ドファール解放戦線はアラブ民族主義運動と連携している。